# Zinaida Krotowa
Zinaida Iwanowna Worobjowa z d. Krotowa (ros. Зинаида Ивановна Воробьёва z d. Кротова, ur. 1923, zm. 2008) – radziecka łyżwiarka szybka, srebrna medalistka mistrzostw świata.

## Kariera
Największy sukces w karierze Zinaida Krotowa osiągnęła w 1950 roku, kiedy zdobyła srebrny medal podczas wielobojowych mistrzostw świata w Moskwie. W zawodach tych rozdzieliła na podium dwie rodaczki: Mariję Isakową oraz Rimmę Żukową. Krotowa wygrała tam bieg na 5000 m, zajęła czwarte miejsce w biegu na 3000 m, ósme na 1000 m i dziewiąte na 500 m. Był to jedyny medal wywalczony przez nią na międzynarodowej imprezie tej rangi. Wystartowała również na mistrzostwach świata w Lillehammer w 1953 roku i rozgrywanych rok później mistrzostwach świata w Östersund, w obu przypadkach zajmując dziesiąte miejsce. W tym czasie jej najlepszym wynikiem było siódme miejsce na dystansie 5000 m w 1954 roku. Ponadto trzykrotnie zdobywała medale mistrzostw Związku Radzieckiego w wieloboju, w tym złoty w 1950 roku.
W latach 1979–1994 pracowała jako trenerka.